# Oswald Hilliger (II.)
Oswald Hilliger (* 1518 in Freiberg; † 1546 Stettin) war ein deutscher Geschütz- und Glockengießer aus der in Freiberg ansässigen Gießereidynastie der Hilliger.

## Leben
Oswald Hilliger war der Sohn von Martin Hilliger und arbeitete nach dessen Tod gemeinsam mit seinem Bruder Wolfgang Hilliger in der ehemaligen väterlichen Werkstatt. Er wurde nach dem 1545 mit Wolfgang gemeinsam durchgeführten Guss der Luthertafel für die Schlosskirche von Schloss Hartenfels Geschützgießer bei Herzog Philipp I. von Pommern in Stettin. Wolfgang führte fortan die Gießerei in Freiberg allein fort. Oswald verstarb an seinem neuen Heimatort früh.